# Fændrik
Fændrik (tysk: Fähn(d)rich, 'fanekonge') er en gammel militærgrad mellem løjtnant og sergent – en fændrik fører altså kommando over soldater i krig. I dag særlig kendt fra Peter Fabers sang Højt fra træets grønne top. Fændrik betyder egentlig "fanebærer" men er over tid anvendt som militær grad.

## Yngre officer
I ældre tid var fændrikken yngste officer – en betydning som til dels findes i Tyskland.
Før fændriken kunne bære fanen, skulle han vedkende sig fanebefalingen
Jeg betror dig denne fane, fordi jeg ved, at du er en ærlig og modig mand. Du skal føre den, som det sømmer sig en trofast kriger. Du skal værge den, som en danemand værger sin ægtehustru. Under march og på vagt, under storm og strid skal du stå som et mønster for tapre soldater. Ingensinde må du vige, aldrig må du give anledning til, at hæren bliver modløs og flygter. Skulle det ske, at en fjende afhugger din højre hånd, skal du gribe fanen med din venstre. Mister du begge hænder, skal du slå tænderne i fanen. Du skal værge den så længe du lever og ånder. Må du opgive kampen – det Gud forbyde – skal du vikle dig i fanen og dø.

## Fenriksgruppen
Men 1951-1969 var fændrik (eller fenrik) en grad i det danske forsvar mellem oversergent og sekondløjtnant, senere løjtnant, overfenrik mellem løjtnant og premierløjtnant. Fenrikker var ikke officerer, men en gruppe for sig, ligestillet med officerer, altså en afløsning af de tidligere officiantgrader (1922-1951). Gradstegn var en stor roset (fenrik) og 1 stor og 1 lille roset (overfenrik). Oversergenter kunne optages i officersskolens fenrikklasse og der uddannes til fenrikker. De indgik i gruppen af specialofficerer, der f.eks. var specialister i gymnastik, ridning, fægtning, skydning og administration m.v.